# Александра Плескоњић Илић
Александра Плескоњић Илић (Сомбор, 23. октобар 1955) српска је глумица.

## Биографија
Ћерка је глумца Тихомира Плескоњића.
Завршила је гимназију у Новом Саду, а глуму је дипломирала на Академији уметности у Новом Саду 1980, у класи професора Бранка Плеше.
Првакиња је драме Српског народног позоришта, где је члан ансамбла од 1980. године. Глумила је у бројним позоришним представама, али и на филму и телевизији.
Написала је и сценарио за документарно-играни филм „Frau Einstein“ (радни наслов: Сенка) о животу Милеве Марић-Ајнштајн, по коме је снимљен филм у режији Милоша Јовановића, са Аницом Добром у главној улози.

## Филмографија
| Год.     | Назив                              | Улога          |
| -------- | ---------------------------------- | -------------- |
| 1980.-те |                                    |                |
| 1981.    | Широко је лишће                    |                |
| 1983.    | Велики транспорт                   |                |
| 1989.    | Специјална редакција               |                |
| 1989.    | Сабирни центар                     |                |
| 1990.-те |                                    |                |
| 1992.    | Јевреји долазе                     | Лелица         |
| 1994.    | Највише на свету целом             | Весна          |
| 1994.    | Вуковар, једна прича               | Плава          |
| 2000.-те |                                    |                |
| 2004.    | Мемо                               |                |
| 2006.    | Оптимисти                          |                |
| 2009.    | Срце је мудрих у кући жалости      |                |
| 2009.    | Јесен стиже, Дуњо моја (ТВ серија) | Филипова мајка |
| 2010.-те |                                    |                |
| 2010.    | Као рани мраз                      | Ловрентина     |
| 2011.    | Фрау Ајнштајн                      |                |
| 2012.    | Јагодићи (ТВ серија)               | Жена на сеанси |
| 2014.    | Непослушни                         | Славица        |
| 2014.    | Европа, бре!                       | Тета Даћа      |
| 2020.-те |                                    |                |
| 2021.    | Нечиста крв (ТВ серија)            | Наза           |
| 2022.    | Усековање                          |                |

## Позориште
- Драгиња, Бранислав Нушић: „Протекција“, режија Д. Станкоски;
- Дона Елвира, Ж. Б. П. Молијер: „Дон Жуан“, режија Љ. Георгиевски;
- Јасна Аристомаха, Иво Брешан: „Археолошка искапаља код села Диљ“, режија Љ. Георгиевски;
- Макја Јања, Александар Поповић: „Бела кафа“, режија Бранко Плеша;
- Еби Брустер, Џ. Кеселринг: „Арсеник и стара чипка“, режија Радослав Златан Дорић;
- Аркадина, Антон Павлович Чехов: „Галеб“, режија Жанко Томић;
- Гина, Бранислав Нушић: „Ожалошћена породица“, режија Дејан Мијач;
- Саоме, Н. Фишер: „Ружа ветрова“, режија Харис Пашовић;
- Баба, Душан Јовановић: „Ослобођење Скопља“, режија Жанко Томић;
- Иванка Бикар, Ђорђе Лебовић: „Раванград“, режија Дејан Мијач;
- Сара, Драган Станковић: „Пољуби сјај угаслих звезда“, режија Марин Малешевић;
- Софија П. Фарпухина, Фјодор Михајлович Достојевски: „Ујкин сан“, режија Егон Савин
- Марија, Душан Спасојевић: „Зверињак“, режија Борис Лијешевић